# Barbus innocens
Barbus innocens is een  straalvinnige vissensoort uit de familie van eigenlijke karpers (Cyprinidae). De wetenschappelijke naam van de soort is voor het eerst geldig gepubliceerd in 1896 door Pfeffer.
De soort staat op de Rode Lijst van de IUCN als niet bedreigd, beoordelingsjaar 2006.